# Clubiona moesta
Clubiona moesta är en spindelart som beskrevs av Banks 1896. Clubiona moesta ingår i släktet Clubiona och familjen säckspindlar. Inga underarter finns listade i Catalogue of Life.